# اللغات البهارية
اللغة البهارية أو اللغات البهارية هي لغة هندية آرية، تنتمي إلى عائلة اللغات الهندية الأوروبية. المنتشرة في الهند الشرقية وأجزاء من النيبال وبعض مناطق بنغلاديش وبورما.
وهي لغة إقليمية محكية أساسا في أجزاء من الشمال الشرقي لشبه القارة الهندية، وتتمركز في إقليم بهار (الهند) (बिहार) إحدى ولايات الهند، وهي تقع في الجزء الشرقي من البلاد، وعاصمتها باتنا التي تقع شمالها جمهورية النيبال، كما تتحدثها المناطق والأقاليم النيبالية على الحدود الهندية وبعض مناطق بنغلاديش وبورما.

## اللغات المدرجة ضمن المجموعة البِهارية
تشمل اللغات البهارية على حوالي 14 لغة بهارية فرعية. وعموماً تحمل المجموعة البهارية سمات لغوية مشتركة تجمعها مع اللغتين الراجَسْتانية والكشميرية. وغالبيتها تكتب بالكتابة الديوَناكَرية (سنسكريتية: देवनागरी وتلفظ ‎[d̪e:ʋən̪ɑ:ɡəri:]‏، أردو: دیوناگری) وهو نظام كتابة السنسكريتية والهندية وغيرهما من لغات الهند.
واللغات البهارية كما هو الشأن بالنسبة للغات الهندية (हिन्दी) والبنغالية والنيبالية هي لغات هندوأوروبية، من فرع اللغات الهندوإيرانية ولغات هندية آرية.
وعموما تتمركز اللغات البهارية في ولاية بهار ومحيطها، وتمتد إلى النيبال وبنغلاديش.
ويمكن نسب اللغات التالية إلى قائمة اللغات البهارية وهي كالتالي:
| اللغة             | إيزو 639-3 | نوع الكتابة | عدد المتحدثين                                    | التوزيع أو التمركز الجغرافي |
| ----------------- | ---------- | --- | ------------------------------------------------ | --- |
| لغة أنجيكية       | anp        | الديوناكري (سنسكريتي) | 60.000.000                                       | محكية في أجزاء من شمال الشرقي للهند وتتمركز في إولاية بهار (बिहार) وولاية جهارخاند وبنغال الغربية إضافة إلى الحدود الهندية- النيبال. |
| لغة باجيكية       | —          | الديوناكري (سنسكريتي) | 8.738.000                                        | محكية في أجزاء من شمال الشرقي للهند وتتمركز في إولاية بهار (बिहार) وبالضبط غرب شامبران وسيتامارهى وأكشاي وشرق شامبران وغرب شامبران. |
| لغة بوجبورية      | bho        | الديوناكري (سنسكريتي) | 38.546.000                                       | غرب بهار (الهند)، شرق أتر برديش ووسط تيراي، جنوب النيبال |
| لغة فيجي الهندية  | hif        | حرف لاتيني والديوناكري (سنسكريتية) | 460.000                                          | جزر فيجي. |
| لغة كورمالية      | kyw        | والديوناكري (سنسكريتية) | 37.000                                           | اللغة الكورمالية مرتبطة بشكل عام بالمجموعات العرقية الهندية (كورمي Kurmi) و(كودومي Kudumi) و(ماهاتو Mahato)، و(ماهانتا Mahanta) و(موهانتا Mohanta). والمجموعات السكنية الكورومية المتواجدة بشرق جهارخاند، وولاية البنغال الغربية كما يتحدث بها مجموعات كورمي بولاية أسام الهندية. |
| لغة ماجادهي       | mag        | سابقا كانت تدون بالخط الكايتي; الديوناكري (سنسكريتية)                                                                                               | 20.362.000                                       | جنوب-غرب بهار |
| لغة مايثيلية      | mai        | تكتب بالخط المايثيلي (يطلق عليه أيضًا الخط التيرهوتي (Tirhuta) والخط الكايثي (Kaithi). وفي السنوات الأخيرة كثر استخدام الخط الديوَناكَري (السنسكريتي). | 33.890.000                                       | شمال بهار (الهند)، رسمية بالنيبال وولاية "ماديش" (Madhesh) |
| لغة ماجهي         | mjz        | الديوناكري (سنسكريتي) | 21.841                                           | شرق بهار، النيبال |
| لغة موساساوية     | smm        | الديوناكري (سنسكريتي) | 50.000                                           | شرق بهار، النيبال |
| لغة بانشبارجانية  | tdb        | أبجدبة بنغالية، الديوناكرية (السنسكريتي) والخط الكاييثي.                                                                                            | 274.000                                          | غرب البنغال جهارخاند أسام وأوديشا. |
| اللغة السادرية    | sck        | الأبجدية البنغالية في كتابة اللغة السادرية، كما يستخدمون الخط الديوناكري السنسكريتي.                                                                | 165.683                                          | ولاية جهارخاند وولاية بهار ودولة بنغلاديش. |
| لغة خورتية        | sdr        | أبجدية ناجارية شرقية، الديوناكري (سنسكريتي) | إحصاء 2001 قدر عدد الناطقين حوالي 4.725.927 م ن. | شمال جهارخاند وبصفة أقل في ولاية بهار. |
| لغة هندية كاريبية | hns        | أبجدية لاتينية، ديوناكري (سنسكريتي) | 150.000                                          | منطقة الكاريبي وخصوصا سورينام وجامايكا وترينيداد وتوباغو وغويانا. |
| لغة سورجابورية    | sjp        | ديوناكري (سنسكريتي) | 273.000                                          | شمال-شرق ولاية بهار |

## ويكيبيديا البهارية

لقطة شاشة من الصفحة الرئيسية لموسوعة ويكيبيديا البهارية.

ويكيبيديا البهارية (بالبهارية विकिपीडिया) هي إصدار باللغة البهارية لموسوعة ويكيبيديا ضمن مشروع ويكيميديا، ذات نظام كتابة ديوناكرية (سنسكريتية) ورمز كودها الويكيبيدي معرَّف ب (Bh)
وتم إطلاقها إلى حيز الوجود في ويكيميديا بتاريخ 30 مايو 2004.